# Pedro Luís António
Pedro Luís António (* 13. Januar 1921 in Caconda, Provinz Huíla; † 25. Juli 2014 in Provinz Bié) war ein angolanischer Geistlicher und römisch-katholischer Bischof von Kwito-Bié.

## Leben
Pedro Luís António empfing am 28. August 1921 in der Katholischen Mission Caconda die Taufe. Er besuchte das Kleine Seminar in Galangue, später auch bekannt als Nambi Seminar in Bie. Er studierte Philosophie am Seminar in Quipeio (Kaala) und Theologie im Priesterseminar Christus König in Huambo. Er empfing am 20. Juli 1952 die Priesterweihe und war im Missionsbezirk Quipeio sowie in den Missionsstationen in Cuima, Cambinda, Mission Yola und Londuimbale tätig. Die Station in Alto Hama gründete er selbst. 1977 wurde er Generalvikar der Erzdiözese Huambo.
Papst Johannes Paul II. ernannte ihn am 15. Juni 1979 zum Bischof von Kwito-Bié. Der Erzbischof von Huambo, Manuel Franklin da Costa, spendete ihm am 29. Juli 1979 in der Kathedrale von Huambo die Bischofsweihe; Mitkonsekratoren waren Alexandre do Nascimento, Erzbischof von Lubango, und Francisco Viti, Bischof von Menongue. 
Pedro Luís António führte sein Amt unter schwierigsten politischen Rahmenbedingungen Angolas aus; unter anderem der Schlacht bei Cuito Cuanavale. Am 15. Januar 1997 nahm Papst Johannes Paul II. seinen altersbedingten Rücktritt an.